# Čuk na pal'ci
Čuk na pal'ci je bil slovenski humoristični list.
Izhajal je v Gorici kot polmesečnik oziroma tednik med leti 1922 - 1926 z naklado nad 10.000 izvodov. Najboljši je bil, ko ga je urejal France Bevk, ki je moral zaradi njega 1926 tudi v ječo. Z risbami so sodelovali Ivan Čargo, Maksim Gaspari, Veno Pilon.